# واسیلی سوریکوف
واسیلی ایوانوویچ سوریکُف (روسی: Василий Иванович Суриков; ۲۴ ژانویهٔ ۱۸۴۸ – ۱۹ مارس ۱۹۱۶) نقاش رئالیست اهل امپراتوری روسیه بود که نقاشی‌های تاریخی‌اش به‌واسطهٔ استفاده در قالب تصویرسازی به مخاطب عام شناسانده شدند.
از آثار مشهورش صبح روز اعدام استریلتسی را می‌توان نام برد.

## نگارخانه

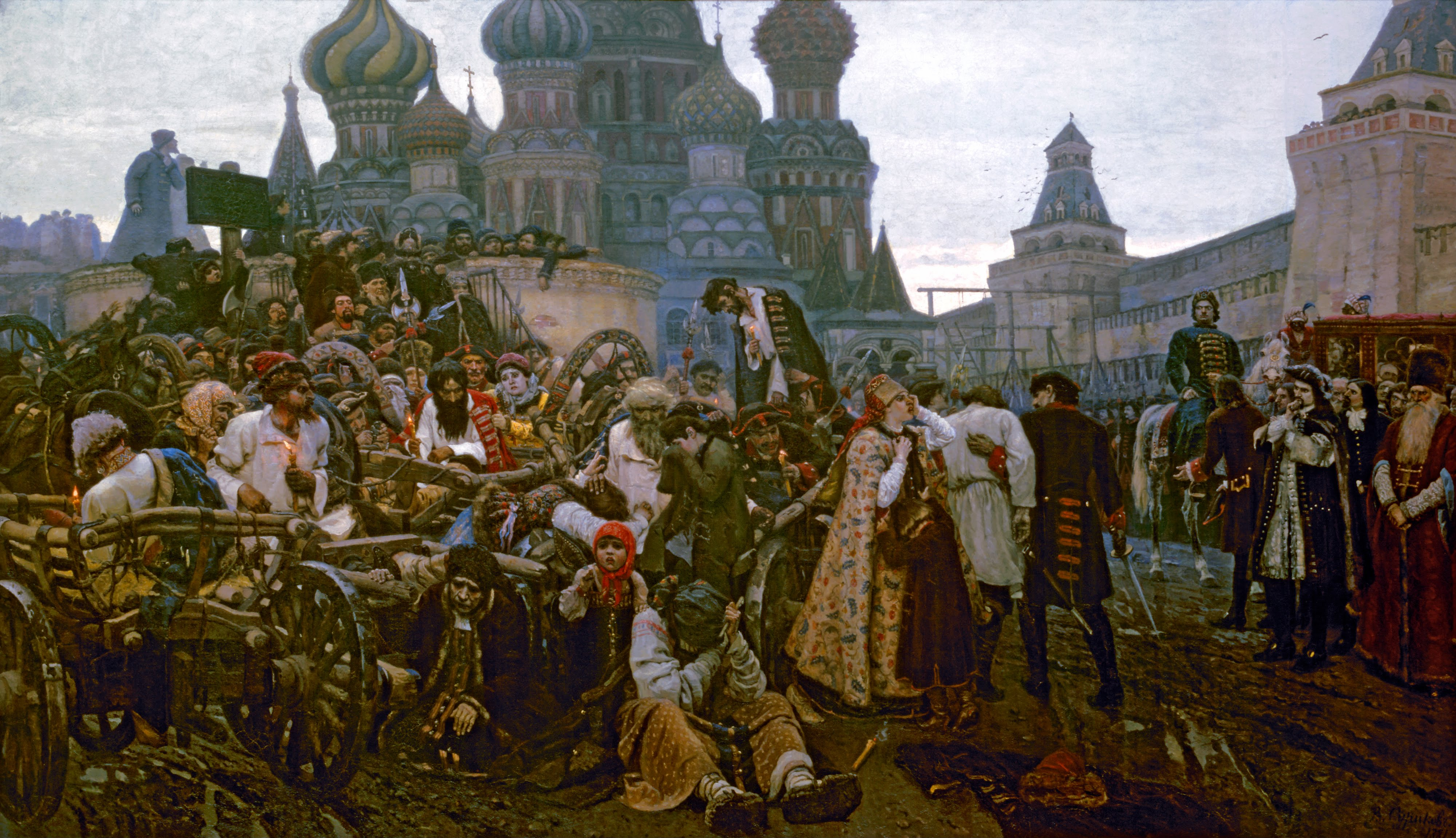
صبح روز اعدام استریلتسی
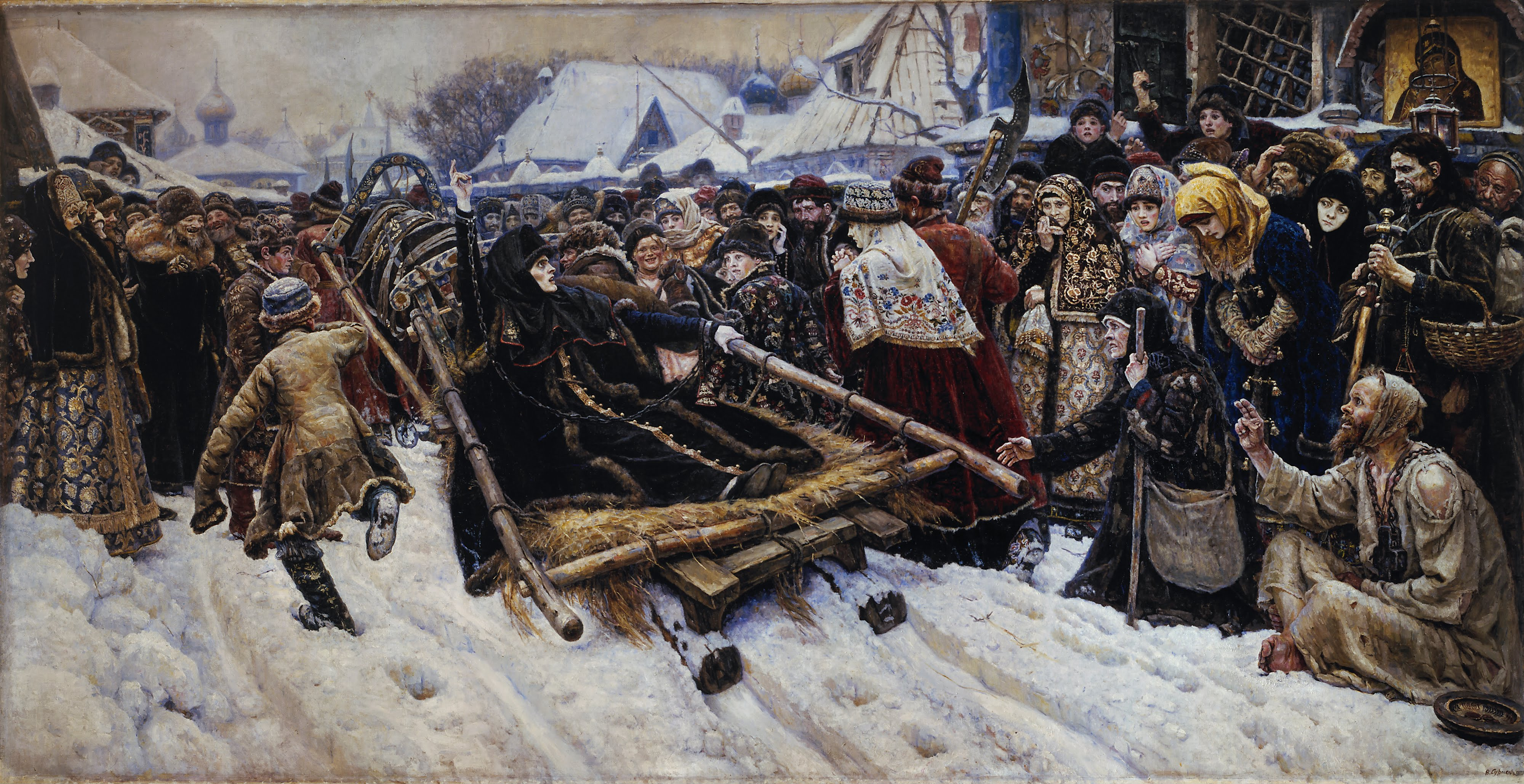
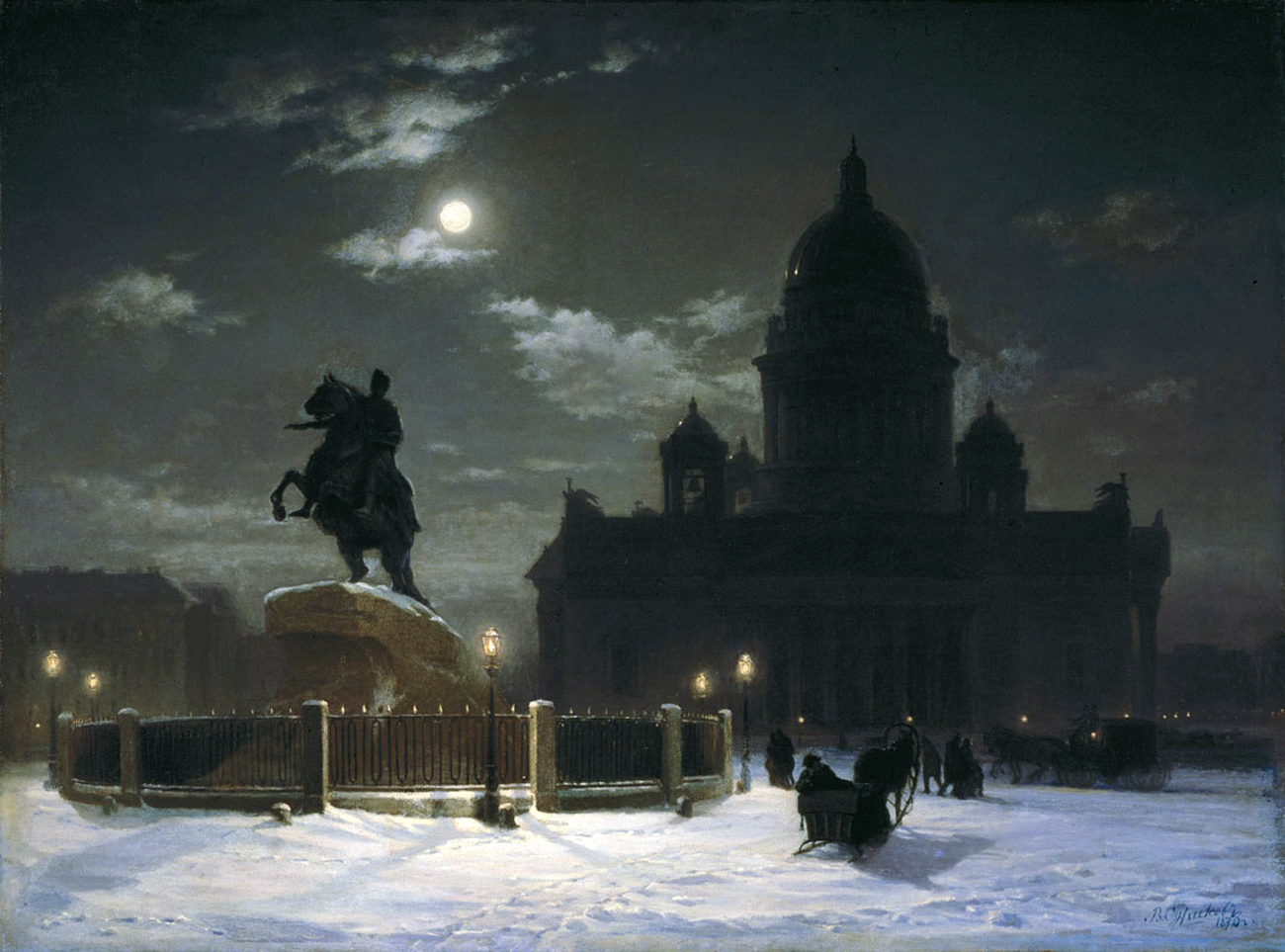
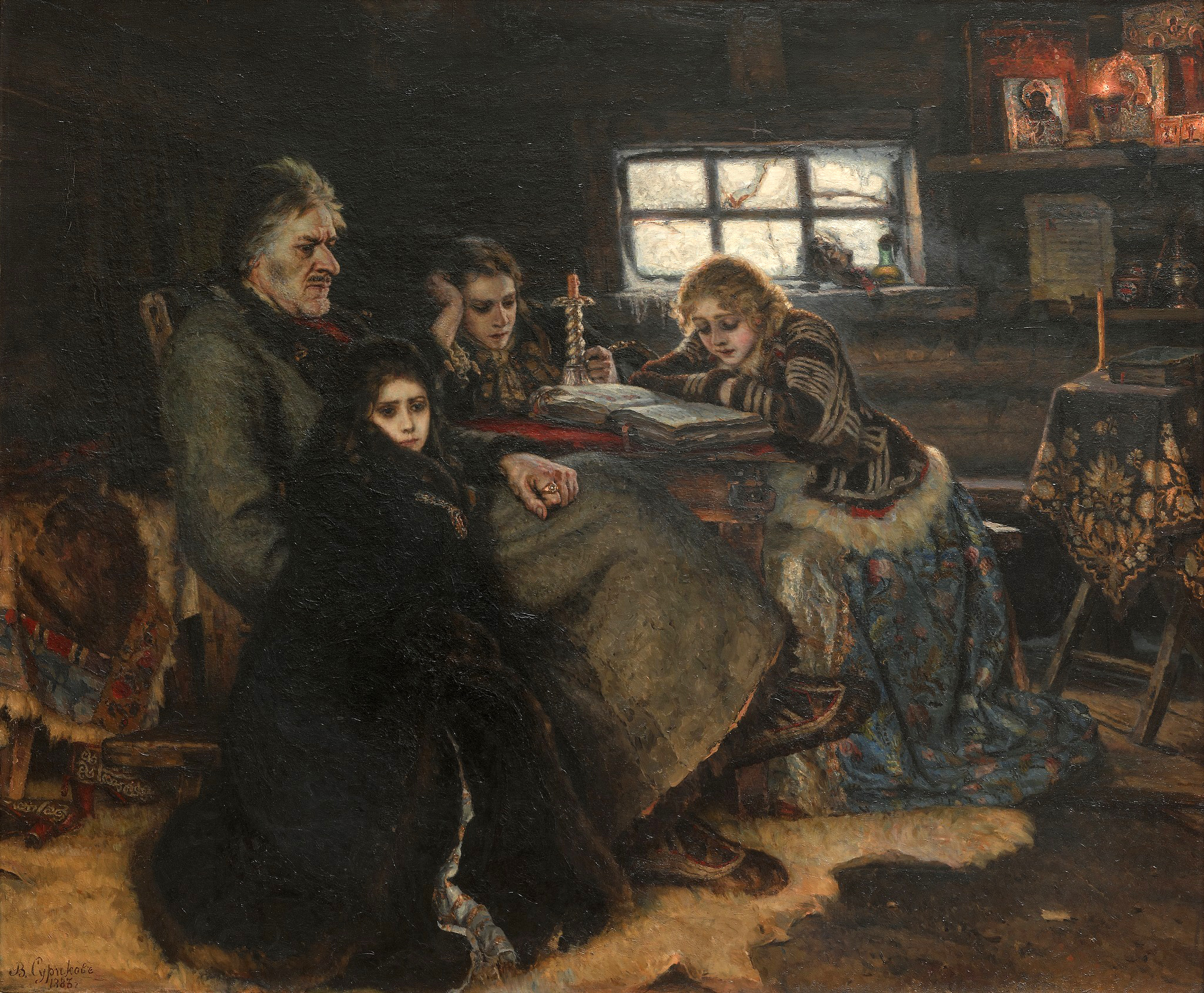
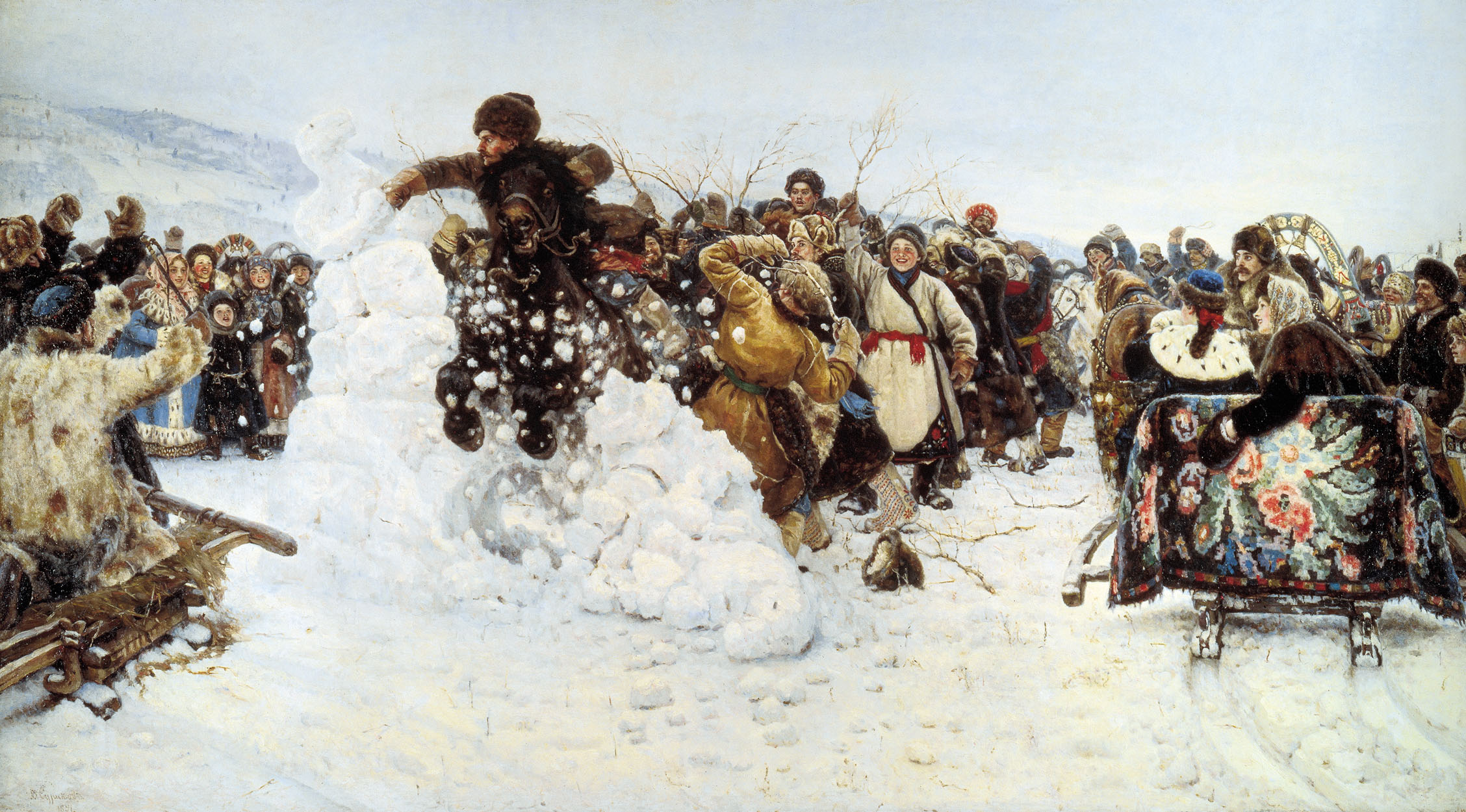
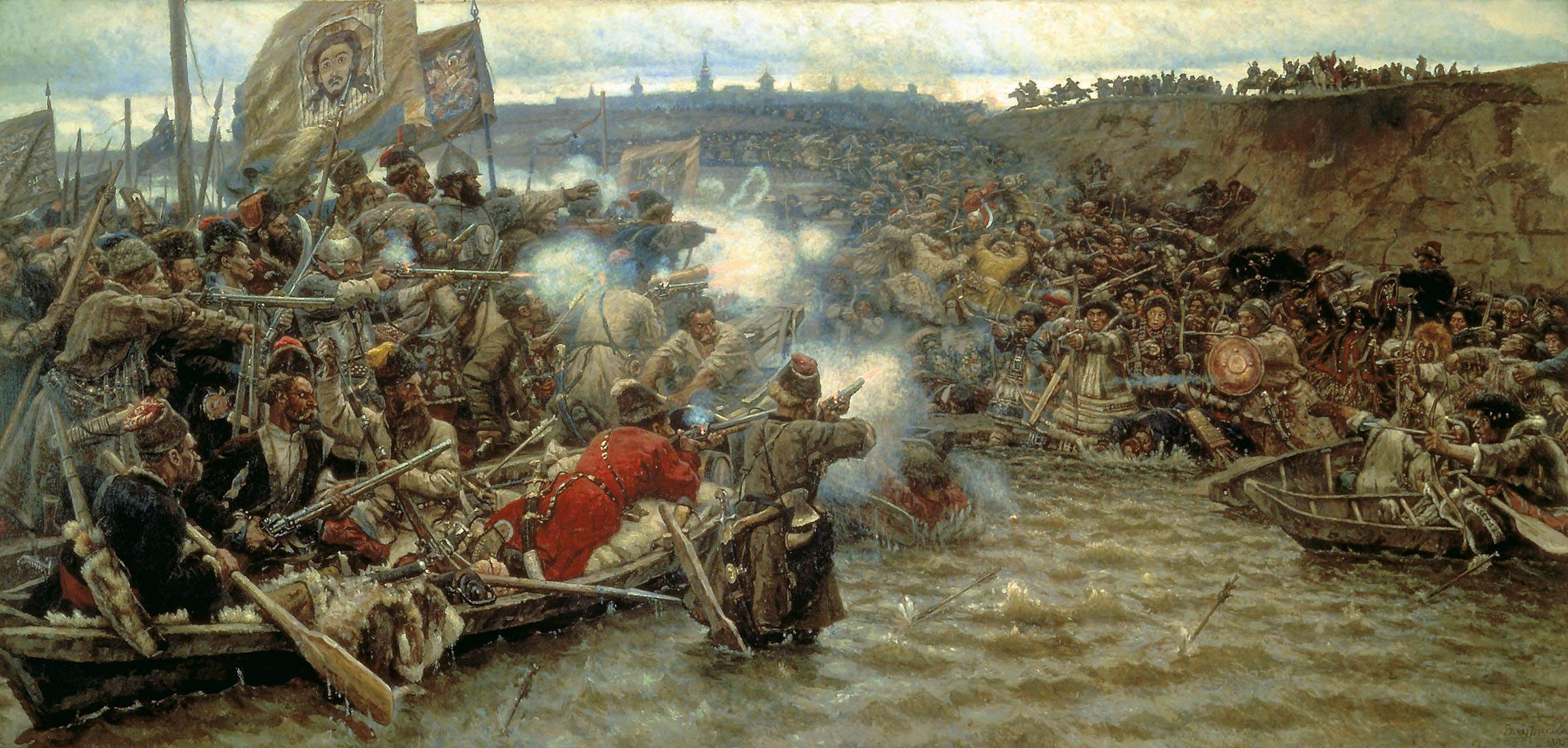
۱۸۸۱ م.
نگارخانه ترتیاکوف